# Aquilonastra minor
Aquilonastra minor is een zeester uit de familie Asterinidae.
De wetenschappelijke naam van de soort werd in 1974 gepubliceerd door Ryoji Hayashi.